# Oud-Assyrische periode
| Geschiedenis van Mesopotamië |                                              |                                              |                                              |                                                                        |                                                                        |                                                                        |                                                                        |
| Prehistorisch Mesopotamië pre–3100 v. Chr. Hassunacultuur 6400-5800 Samarracultuur 5500-4800 Halafcultuur 5500-4500 Obeidcultuur 5500-4000 Urukperiode 4000-3100                              |                                              |                                              |                                              |                                                                        |                                                                        |                                                                        |                                                                        |
| Sumerië Jemdet Nasr-periode 3100-2900 Vroeg-dynastieke periode 2900-2350 Ebla 2500-2350 — Mari 2900- 1750 Akkadische Rijk 2350-2150 Guti-overheersing 2212–2120 Neo-Sumerische Rijk 2120–2004 |                                              |                                              |                                              |                                                                        |                                                                        |                                                                        |                                                                        |
| Tijd van Isin en Larsa 2004–1763 v. Chr. | Tijd van Isin en Larsa 2004–1763 v. Chr.     | Tijd van Isin en Larsa 2004–1763 v. Chr.     | Tijd van Isin en Larsa 2004–1763 v. Chr.     | Oud-Assyrische periode 2000–1756 v. Chr.                               | Oud-Assyrische periode 2000–1756 v. Chr.                               | Oud-Assyrische periode 2000–1756 v. Chr.                               | Oud-Assyrische periode 2000–1756 v. Chr.                               |
| Babylonië Oud-Babylonische Rijk 1750-1595 |                                              |                                              |                                              |                                                                        |                                                                        |                                                                        |                                                                        |
| Karduniaš 1590-1100 Midden-Babylonische Rijk | Karduniaš 1590-1100 Midden-Babylonische Rijk | Karduniaš 1590-1100 Midden-Babylonische Rijk | Karduniaš 1590-1100 Midden-Babylonische Rijk | Mitanni 15e eeuw Midden-Assyrische Rijk 1400-1200 Hanigalbat 1400-1200 | Mitanni 15e eeuw Midden-Assyrische Rijk 1400-1200 Hanigalbat 1400-1200 | Mitanni 15e eeuw Midden-Assyrische Rijk 1400-1200 Hanigalbat 1400-1200 | Mitanni 15e eeuw Midden-Assyrische Rijk 1400-1200 Hanigalbat 1400-1200 |
| Nieuw-Assyrische Rijk 900-609 |                                              |                                              |                                              |                                                                        |                                                                        |                                                                        |                                                                        |
| Nieuw-Babylonische Rijk 626-539 |                                              |                                              |                                              |                                                                        |                                                                        |                                                                        |                                                                        |
| Portaal Geschiedenis Portaal Mesopotamië |                                              |                                              |                                              |                                                                        |                                                                        |                                                                        |                                                                        |

De oud-Assyrische periode (ca. 2000–1756 v.Chr.) is de eerste bloeiperiode van het Assyrische Rijk.  Het omvatte Noord-Mesopotamië en Oost-Syrië. Het kwam op na de neergang van de Derde dynastie van Ur en ging ten onder door verovering door de oud-Babylonische koning Hammurabi.

## Opkomst
Er is geen eenduidig begin van de Oud-Assyrische periode vast te stellen, aangezien de stad Aššur al sinds de 25e eeuw v.Chr. een stadstaat was met een eigen koning, zonder dat men daadwerkelijk van een "rijk" kan spreken. Historici en archeologen dateren de geleidelijke opkomst van Assyrië dan ook voornamelijk aan de hand van het verval van de Derde dynastie van Ur, waarvan de stadstaat Aššur profiteerde. Als uitgangsjaar wordt doorgaans 2000 v.Chr. gehanteerd. Vanaf toen maakte Assyrië een grote bloeiperiode door, vooral berustend op Aššurs voorname rol in het handelsverkeer met onder andere Klein-Aziatische steden, waar de Assyriërs handelswijken verwierven.
Het woord Aššur kan in het spijkerschrift op meer dan een manier geschreven worden. Geschreven als Aššurki verwijst het naar de stad, terwijl dAššur naar de godheid verwijst. In de tijd van de Ur III dynastie werd de stad geregeerd door een iššiak-Aššurki, d.w.z. een door Ur aangestelde gouverneur van de stad Aššur. Nadat de stad onafhankelijk geworden was nadat Ibbi-Sin de grip op de periferie van het Sumerische rijk verloren had, werd het ambt van de leiders van Aššur steeds meer geschreven als iššiak-dAššur, de gouverneur voor de god Aššur.. 

## De handel op Anatolië
Hoewel Erišum I zich nog steeds gouverneur van Aššur noemde, schuilde er achter zijn vrome bescheidenheid een onafhankelijk koning die zijn invloed zelfs over grote afstanden liet gelden omdat de stad een netwerk van handelsnederzettingen stichtte, waarvan Kaniš de bekendste is. De handel vereiste organisatie en communicatie en de Assyriërs konden daarin voorzien omdat zij het schrift kenden. Zij brachten deze innovatie daarmee ook naar Anatolië, dat voornamelijk uit stadstaten bestond, waarvan Kaniš een van de vier machtigste was. De vondsten in deze vrij verre kolonie hebben onze kennis van deze periode enorm verbeterd. Dat geldt ook voor de chronologie omdat er daar bijvoorbeeld vrij complete eponiemenlijsten gevonden zijn. De Assyrische aanwezigheid verliep in twee fasen, die beide gewelddadig ten einde kwamen. In de tweede fase was de Assyrische rol al duidelijk bescheidener. Na de tweede fase, en daarmee het Midden-Brons, verdwijnen de handelsnederzettingen voorgoed en ontstaat er het Hettitische Rijk.

## Hoogtepunt
Ongeveer 1900 v.Chr zonk de macht van Assyrië enigszins in, maar dit veranderde nadat de Amoriet Shamshi-adad I de macht greep omstreeks 1813 v.Chr. Onder zijn bewind werden verscheidene Noord-Mesopotamische steden onderworpen, zoals Mari, waar hij zijn zoon Jasmah-Adad op de troon zette. Het koningschap kreeg hierna een meer absoluut karakter.

## Ondergang?
Soms wordt gesteld dat de oud-Assyrische periode eindigde toen de Amoritische koning Hammurabi Aššur in 1756 v.Chr. van Babylon afhankelijk maakte. Na Hammurabi's dood (ca. 1750) viel zijn rijk echter al snel uiteen, en zijn Amoritische vazalvorst in Aššur, Asinum (kleinzoon van Shamshi-adad I), werd door Assyriërs onder leiding van vice-regent Puzur-Sin verdreven. Er volgde een Assyrische troonstrijd, die pas ca. 1720 werd beslecht met koning Adasi. Een tijdlang is behalve hun namen vrijwel niets bekend over koningen die over Aššur regeerden, en al lijken ze onafhankelijk te zijn geweest tot Mitanni ze de 15e eeuw tot vazal maakte, moet hun heerschappij over omliggende steden in 17e en 16e eeuw betrekkelijk beperkt zijn geweest in vergelijking met de 19e en de eerste helft van de 18e eeuw.
Het einde van het oud-Assyrische Rijk staat mogelijk ook in verband met het verdwijnen van de Assyrische handelsnederzettingen  in Anatolië aan het einde van het Midden-Brons. Dat dit gepaard ging met geweld en brandstichting is duidelijk geworden uit opgravingen aldaar, vooral uit de vondsten in Kalehöyük.